# السا د بنسبایس
السا د بنسبایس (به اسپانیایی: Olesa de Bonesvalls) یک شهرستان در اسپانیا است که در کاتالونیا واقع شده‌است.

## خصوصیات
السا د بنسبایس ۴۱٫۸۰ کیلومترمربع مساحت و ۱٬۵۵۶ نفر جمعیت دارد و ۲۶۵ متر بالاتر از سطح دریا واقع شده‌است.